# Анвајлер код Трифелса
Анвајлер код Трифелса (њем. Annweiler am Trifels) град је у њемачкој савезној држави Рајна-Палатинат. Једно је од 74 општинска средишта округа Зидлихе Вајнштрасе. Према процјени из 2010. у граду је живјело 6.958 становника. Посједује регионалну шифру (AGS) 7337501.

## Географија
Анвајлер код Трифелса се налази у савезној држави Рајна-Палатинат у округу Зидлихе Вајнштрасе. Град се налази на надморској висини од 179 метара. Површина општине износи 39,9 km². У самом граду је, према процјени из 2010. године, живјело 6.958 становника. Просјечна густина становништва износи 175 становника/km².

## Међународна сарадња
| Мјесто     | Држава    | Врста сарадње | Од    |
| ---------- | --------- | ------------- | ----- |
| Валдхамбах | Француска | партнерство   | 1997. |
| Амбер      | Француска | партнерство   | 1988. |
| Харцвилер  | Француска | партнерство   | 1983. |
| Извор      |           |               |       |